# النسوية والقومية في العالم الثالث (كتاب)
النسوية والقومية في دول العالم الثالث هو كتاب من تأليف (كوماري جاياواردينا)، وتم الاستناد عليه في العديد من برامج الدراسات النسوية المختلفة على مستوى العالم، ويُعتبر نصًّا مفتاحيًا وهامًا بالنسبة إلى النشاط النسوي في دول العالم الثالث.
الكاتبة هنا تُعيد تشكيل حركات المُناداة بحقوق المرأة في آسيا والشرق الأوسط بداية من القرن التاسع عشر وإلى ثمانينيات نفس القرن، مُركزة على مصر، تركيا، إيران، الهند، سيريلانكا، الصين، أندونيسيا، فيتنام، اليابان، كوريا، والفلبين. بحثها هذا يُظهر أن النشاط النسوي ليس أيدولوجية أجنبية تم «فرضها» على دول العالم الثالث، لكن بدلًا من ذلك فهي فطرة إنسانية تناسب دول آسيا والشرق الأوسط، فالنساء هناك يقعن تحت وطأة عدم المساواة في الحقوق، وأيضًا تحت وطأة حالة الخضوع والتذلل التي يعانين منها في موطنهم الأم أو في المجتمع بشكلٍ عام.
الكاتبة أيضًا لديها العديد من المؤلفات الأخرى مثل «صعود الحركة العمّالية في سيلان والعنف المجسَّد: تجسيد النشاط الجنسي للمرأة في جنوب آسيا.» (وهذا بالشراكة مع ملاثي دي الويس). لكن من الناحية الأخرى، فكتاب «النسوية والعولمة في دول العالم الثالث» يُعتبر واحدًا من كتب تلك الكاتبة الذي تم الاستشهاد به والاستناد عليه كثيرًا وحظى بوجود عالمي واسع النطاق. تم اختيار الكتاب ليكون الفائز بجائزة الأربعين النسوية في بريطانيا، وهذا في عام 1986. بجانب أنه تم ذكره في مجلة «السيدة مجلة – Mr. magazine» في عام 1992 كواحد ضمن قائمة أفضل 20 كتابًا من حيث الأهمية بالنسبة إلى حركة النسوية منذ عقود. (1970-1990).